# Конажини (Хойницький повіт)
Конажини (пол. Konarzyny) — село в Польщі, у гміні Конажини Хойницького повіту Поморського воєводства.
Населення — 637 осіб (2011).
У 1975-1998 роках село належало до Слупського воєводства.

## Демографія
Демографічна структура станом на 31 березня 2011 року:
|          | Загалом | Допрацездатний вік | Працездатний вік | Постпрацездатний вік |
| -------- | ------- | ------------------ | ---------------- | -------------------- |
| Чоловіки | 308     | 89                 | 199              | 20                   |
| Жінки    | 329     | 80                 | 201              | 48                   |
| Разом    | 637     | 169                | 400              | 68                   |